# Les Portes de feu
Pour plus de détails, voir Fiche technique et Distribution.
Les Portes de feu est un film français réalisé par Claude Bernard-Aubert et sorti en 1972.

## Synopsis
En octobre 1942, alors qu'une offensive est lancée contre les troupes de Rommel, un véhicule transportant un médecin et quatre infirmières s'égare dans le désert. Prisonniers d'une unité allemande et conscients que celle-ci va les utiliser pour tendre un piège à la colonne de secours alliée, ils vont s'employer à déjouer ce plan.

## Fiche technique
- Titre : Les Portes de feu
- Réalisation : Claude Bernard-Aubert
- Scénario : Claude Bernard-Aubert et Roger Delpey
- Photographie : Raymond Lemoigne
- Son : André Louis
- Musique : Alain Goraguer
- Montage : Andrée Davanture
- Production : Paris France Films
- Pays de production :  France
- Durée : 85 minutes
- Date de sortie :
  - France : 15 mars 1972

## Distribution
- Emmanuelle Riva : la baronne
- Dany Carrel : Solange
- Annie Cordy : Andrée
- Juliette Mills : Lili
- Georges Aminel : le docteur
- Jacques Brunet  : Ludwig
- Jacques Balutin
- Alexandre Grecq : Kurd
- Antoine Baud
- Jean Houbé
- François Mirante